# ميغان مكنمارا
ميغان مكنمارا (1 أغسطس 1997 في كندا - ) هي لاعبة كرة طائرة كندا.

## وصلات خارجية
- ميغان مكنمارا على موقع الاتحاد الدولي beach volleyball database (الإنجليزية)
- ميغان مكنمارا على موقع قاعدة بيانات الكرة الطائرة الشاطئية (الإنجليزية)
- ميغان مكنمارا على موقع اللجنة الأولمبية الدولية (الإنجليزية)
- ميغان مكنمارا على موقع أوليمبيديا (الإنجليزية)
- ميغان مكنمارا على موقع اللجنة الأولمبية الكندية (الإنجليزية)